# Burglinde Pollak
Pour les articles homonymes, voir Pollak.
Burglinde Pollak (née Grimm le 10 juin 1951 à Alt-Plötzin) est une athlète allemande spécialiste des épreuves combinées.

## Carrière
Concourant sous les couleurs de la République démocratique allemande dans les années 1970, elle se classe deuxième du concours du pentathlon des Championnats d'Europe de 1971, avant de remporter dès l'année suivante, la médaille de bronze des Jeux olympiques de 1972. Elle obtient un nouveau titre de vice-championne d'Europe à Rome en 1974, s'inclinant face à la Soviétique Nadiya Tkachenko.
En 1976, Burglinde Pollak monte sur la troisième marche du podium des Jeux olympiques de Montréal, devancée par ses compatriotes est-allemandes Sigrun Siegl et Christine Laser. Deux ans plus tard, elle se classe deuxième des Championnats d'Europe de Prague derrière la Hongroise Margit Papp, obtenant ainsi sa troisième médaille d'argent continentale consécutive.

## Palmarès
| Date | Compétition           | Lieu     | Résultat | Points    |
| ---- | --------------------- | -------- | -------- | --------- |
| 1971 | Championnats d'Europe | Helsinki | 2e       | 5 275 pts |
| 1972 | Jeux olympiques       | Munich   | 3e       | 4 768 pts |
| 1974 | Championnats d'Europe | Rome     | 2e       | 4 678 pts |
| 1976 | Jeux olympiques       | Montréal | 3e       | 4 740 pts |
| 1978 | Championnats d'Europe | Prague   | 2e       | 4 600 pts |
| 1980 | Jeux olympiques       | Moscou   | 6e       | 4 553 pts |